# Bành Vu Yến
Bành Vu Yến (sinh ngày 24 tháng 3 năm 1982; chữ Hán: 彭于晏, tiếng Anh: Eddie Peng) là một nam diễn viên người Đài Loan.

## Tiểu sử
Bành Vu Yến di cư đến Canada từ năm 13 tuổi. Năm 2000 anh tốt nghiệp Trung học phổ thông Sir Winston Churchill tại Vancouver. Sau đó anh theo học chuyên ngành Kinh tế tại Đại học British of Columbia. Dự định ban đầu của anh là trở thành doanh nhân.
Tuy nhiên, khi trở về Đài Loan tham dự lễ tang của bà, Bành Vu Yến đã được một đạo diễn phát hiện và mời tham gia bộ phim Tomorrow (phim 2002). Từ đó, anh quyết định dừng việc học để tập trung cho sự nghiệp diễn xuất.
Năm 2003, anh giành được vai chính Kim Thừa Thiên trong bộ phim hợp tác giữa Đài Loan và Hàn Quốc Hương vị tình yêu. Năm 2004, anh đóng vai Đường Ngọc trong bộ phim Tiên kiếm kỳ hiệp. Năm 2005, anh đóng 2 bộ phim của Đài Loan là Anh chỉ cần em, vai hacker Lưu Thanh Vân và phim Chuyện tình bên đại dương xanh vai Từ Úy. Sau khi hoàn thành vai diễn Dương Thất Lang trong bộ phim Thiếu niên Dương gia tướng năm 2006, Bành Vu Yến khởi đầu sự nghiệp điện ảnh của mình bằng bộ phim Cửa thoát số 6. Năm 2007, anh tham gia bộ phim Liêu trai 2 và Khẩn Đinh, tình yêu của tôi và 2 bộ phim điện ảnh khác là Nhóm máu của tôi nói tôi yêu em và Open to midnight. Năm 2014, anh tái ngộ với Angelababy trong siêu phẩm điện ảnh của đạo diễn Chu Hiển Dương là Hoàng Phi Hồng: Bí ẩn một huyền thoại (Rise of the legend), vai diễn Hoàng Phi Hồng với phong cách võ thuật cổ điển đã đưa anh lên một đỉnh cao mới trong làng giải trí, nhiều đạo diễn đánh giá Bành Vu Yến thực sự bùng nổ qua vai Hoàng Phi Hồng. Trước đó anh nhận lời tham gia vai phụ trong Thái cực quyền năm 2012, diễn chung với Angelababy, Thư Kỳ, Viên Hiển Siêu,.......Sau 3 tuần công chiếu cuối năm 2014 tại khu vực Đông Nam Á, phim dẫn đầu doanh thu phòng vé, đánh bại các đối thủ nặng ký khác của Mỹ cùng ra rạp thời điểm đó. Hoàng Phi Hồng là cầu nối và là bước đệm lớn nhất của Bành Vu Yến đến khán giả khu vực châu Á và các được các đạo diễn gạo cội để mắt tới.........
- Sở thích: chơi bóng rổ, khiêu vũ, ca hát, đóng phim, trượt tuyết, bơi lội, đọc truyện tranh

## Phim

### Phim truyền hình
- Khẩn Đinh, tình yêu của tôi (PTS, 2007)
- Liêu Trai 2 (2007)
- Thiếu niên Dương gia tướng (CTV, 2006)
- Chuyện tình bên đại dương xanh (CTS, 2005)
- Anh chỉ cần em (2005)
- Tiên kiếm kỳ hiệp (CTV, 2004)
- Hương vị tình yêu (TTV, 2003)
- Tomorrow (phim 2002) (2002)
- Phong trung kỳ duyên (Đại Mạc Dao) (2013)
- Yêu - Love (2012)
- Kích chiến - Unbeatable (2013)
- Đại mạc dao (2014)

### Phim điện ảnh
- Open to midnight
- My so called love
- Jump, Ashin
- Gần trong gang tấc
- Nhóm máu của tôi nói tôi yêu em
- Cửa thoát số 6
- Tai Chi Zero (Thái cực quyền) [2012]
- Tai Chi Hero (Thái cực quyền: Anh hùng bá đạo) [2012]
- Love you you
- Thính thuyết [2009]
- Cold War (Hàn Chiến) [2012]
- A Wedding Invitation (Hợp đồng chia tay) [2013]
- Fleet of time (Năm tháng vội vã) [2014]
- Rise of the Legend (Hoàng Phi Hồng: Bí ẩn một huyền thoại) [2014]
- Thặng giả vi vương [2015]
- Cold War 2 (Hàn Chiến 2) [2016]
- Đuổi theo tình yêu
- Huyết chiến
- Điệp vụ Tam giác Vàng
- Tử chiến Trường Thành (2016-2017)
- Đạp gió rẽ sóng (2017)
- Ngộ Không kỳ truyện
- Bao giờ trăng sáng

## Nhạc phim
- The ocean loves the blue sky (Đại dương yêu trời xanh) - Chuyện tình bên đại dương xanh
- Chúng ta chẳng đã ước hẹn rồi sao - A wedding invitation

## Giải thưởng
- Giải thưởng Chuông vàng lần thứ 41: Diễn viên được yêu thích nhất với phim Anh chỉ cần em